# Guernesey
Pour les articles homonymes, voir Guernesey (homonymie).
Guernesey (en anglais Guernsey, en guernésiais Guernési) dans les îles Anglo-Normandes, est la plus grande île du bailliage de Guernesey, dépendance de la Couronne britannique qui comprend aussi Sercq et Aurigny. Elle a une population d'environ 63 950 habitants et une superficie de 63,4 km2. Sa capitale Saint-Pierre-Port se trouve sur la côte est de l'île.
Guernesey faisait anciennement partie du duché de Normandie, cependant à la fin de l'invasion française de la Normandie en 1204, la Normandie insulaire resta fidèle à la Couronne anglaise, de sorte qu'elle fut séparée de la France. Vers 1290, l'archipel se divisait en deux et le bailliage de Guernesey fut créé pour administrer les îles anglo-normandes autre que Jersey.
L'économie de Guernesey se base principalement sur les services financiers, pourtant l'île est bien connue pour sa race bovine. La culture guernésiaise est influencée par la culture britannique, normande et française. Victor Hugo a vécu en exil à Guernesey pendant quinze ans (1855-1870), où il a écrit plusieurs de ses œuvres célèbres.

## Statut constitutionnel
Le bailliage de Guernesey est une juridiction séparée du Royaume-Uni, bien que la protection de l'île et la plupart des relations extérieures soient gérées par le Gouvernement britannique.

## Géographie

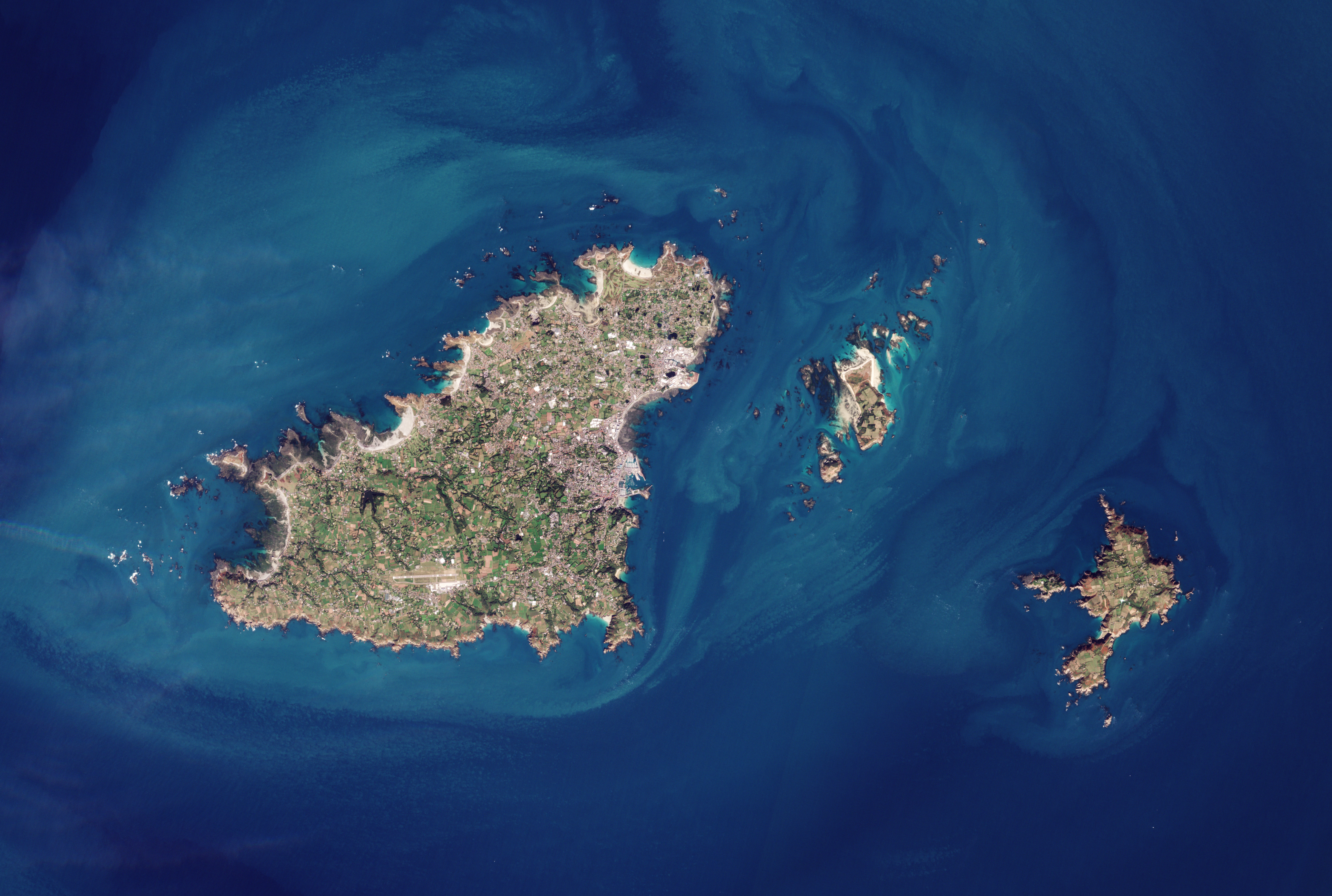
L'île de Guernesey vue de l'espace. À sa droite se situent les deux petites îles, Sercq et Herm.

L'île de Guernesey a une superficie totale de 63,4 kilomètres carrés. Elle est située à 50 km des côtes normandes et à 120 km au sud de Weymouth, en Angleterre.
Guernesey contient deux principales régions géographiques, le Haut Pas, un plateau méridional, et le Bas Pas de faible altitude avec des plages de sable au nord.
L'île de Lihou est située toute proche à l'ouest de Guernesey.

### Climat
Le climat est tempéré avec des hivers doux et des étés chauds et ensoleillés. Les mois les plus chauds sont juillet et août, quand les températures sont généralement autour de 20 °C. En moyenne, le mois le plus froid est février avec une température moyenne de l'air de 6 °C.
| Mois                              | jan. | fév. | mars  | avril | mai   | juin  | jui.  | août  | sep.  | oct.  | nov.  | déc.  | année |
| --------------------------------- | ---- | ---- | ----- | ----- | ----- | ----- | ----- | ----- | ----- | ----- | ----- | ----- | ----- |
| Température minimale moyenne (°C) | 5    | 4,6  | 5,6   | 6,6   | 9,2   | 11,5  | 13,6  | 14,1  | 12,9  | 10,8  | 8,1   | 6     | 9     |
| Température moyenne (°C)          | 6,9  | 6,5  | 7,8   | 9,2   | 12,1  | 14,5  | 16,6  | 17    | 15,5  | 13    | 10    | 7,8   | 11,4  |
| Température maximale moyenne (°C) | 8,7  | 8,4  | 10    | 11,8  | 14,9  | 17,5  | 19,5  | 19,8  | 18    | 15,1  | 11,8  | 9,5   | 13,8  |
| Ensoleillement (h)                | 61   | 85,6 | 127,6 | 194,7 | 234,5 | 246,6 | 250,7 | 230,1 | 180,1 | 117,1 | 77,8  | 58,2  | 1 864 |
| Précipitations (mm)               | 92,5 | 70,2 | 67    | 53,1  | 50,9  | 45,5  | 42,1  | 47,7  | 57,5  | 95    | 104,3 | 112,9 | 838,7 |
| Nombre de jours avec neige        | 2,8  | 4    | 1,3   | 0,6   | 0     | 0     | 0     | 0     | 0     | 0     | 0,5   | 1,7   | 11    |

| Diagramme climatique                                  |            |         |             |             |              |              |              |            |            |              |           |
| J                                                     | F          | M       | A           | M           | J            | J            | A            | S          | O          | N            | D         |
| 8,7592,5                                              | 8,44,670,2 | 105,667 | 11,86,653,1 | 14,99,250,9 | 17,511,545,5 | 19,513,642,1 | 19,814,147,7 | 1812,957,5 | 15,110,895 | 11,88,1104,3 | 9,56112,9 |
| Moyennes : • Temp. maxi et mini °C • Précipitation mm |            |         |             |             |              |              |              |            |            |              |           |

## Histoire

### Moyen Âge
Guernesey, était rattachée au diocèse de Coutances, comme Aurigny, Jersey et Sercq.
Vers 940, Guillaume Longue-Épée fieffa l'île pour moitié chacun, à Rioulf (Ranulf-Fitz-Anchetil), vicomte du Bessin, et à Néel Ier, vicomte du Cotentin.

### Époque contemporaine
Guernesey garde des séquelles historiques, physiques et culturelles de la Seconde Guerre mondiale. Les bombardements et l’occupation de l’île ont poussé la moitié de la population à se réfugier au Royaume-Uni. Au-delà des dégâts matériels, la guerre a eu un énorme impact sur la population, les traditions et la langue. À la libération, cinq ans plus tard, beaucoup des évacués ont décidé de rester au Royaume-Uni. Ceux qui sont revenus ont pris l’habitude de parler anglais sur le continent et de ce fait, la langue locale, le D’gernésiais, n’a plus été utilisée autant. Une campagne a récemment été mise en place pour faire vivre cette langue et les enfants l’apprennent à nouveau à l’école.

## Personnalités liées à Guernesey
- David des Granges (baptisé en 1611, mort en 1672), peintre anglais, fils de Samson de Granges, et de sa femme Marie Bouvier, dont la famille a immigré de Guernesey vers Londres avant sa naissance[4].
- Victor Hugo y a séjourné durant une partie de son exil, notamment dans sa demeure de Hauteville House. Il y a écrit Les Misérables en 1862 et Les Travailleurs de la mer en 1866.
- Margaret Ann Neve (1792-1893), doyenne de l’humanité, première femme recensée à atteindre les 110 ans.
- G.B. Edwards, né à Guernesey en 1899, dont l'unique roman, Sarnia, publié à titre posthume[5] en 1981 est salué par le Nobel de littérature William Golding comme « une œuvre, je ne dirais pas de grand talent, mais de génie. Un génie hors des règles, mais splendide[5]. »
- Arsène Garnier (1822-1900), photographe français installé à Guernesey, proche de Victor Hugo. Il  fut le premier photographe professionnel de l'île.
- H. J. Fleure (1877-1969), zoologiste et géographe, président de la Geographical Association et membre de la Royal Society.
- Arthur C. Michael (1881-1965), peintre britannique, y vécut de 1928 à sa mort.
- Matthew Le Tissier, footballeur international anglais.

## Sport
Guernesey participe aux Jeux du Commonwealth ainsi qu'aux Jeux des îles bi-annuelle, qu'il a accueillis en 1987 et 2003. Le sport à Guernesey est régi par la Commission des Sports de Guernesey.
Présence du tir à l'arc avec entre autres les SOA.

## Guernesey dans la littérature
Guernesey est le théâtre de l'action du roman Le Cercle littéraire des amateurs d’épluchures de patates de Mary Ann Shaffer et Annie Barrows, ainsi que du roman Les Travailleurs de la mer de Victor Hugo.
Dans la série de livres Les Effacés, écrits par Bertrand Puard, les héros se rendent à plusieurs reprises sur l'île de Guernesey.